# Ovatus malicolens
Ovatus malicolens är en insektsart. Ovatus malicolens ingår i släktet Ovatus och familjen långrörsbladlöss. Inga underarter finns listade i Catalogue of Life.